# Sincerely Yours (Kylie Minogue)
Sincerely Yours è un singolo della cantante australiana Kylie Minogue, pubblicato il 7 novembre 2018 come sesto e ultimo estratto dal quattordicesimo album in studio Golden esclusivamente per il mercato australiano e neozelandese.

## Descrizione
Kylie Minogue ha dedicato questa canzone ai suoi fan e l’ha definita una lettera d’amore destinata a loro.
La canzone è stata registrata durante un viaggio di due settimane a Nashville, insieme a Dancing e Golden. Secondo quanto dichiarato dalla cantante a Billboard, queste tre canzoni l’hanno aiutata a trovare la direzione creativa dell’album.

## Accoglienza
La canzone ha ricevuto recensioni miste dalla critica. Tim Sendra di AllMusic l’ha paragonata alla musica del duo canadese Tegan and Sara. Sal Cinquemani di Slant Magazine l’ha definita rappresentativa dell’ansia della cantante. Ha inoltre aggiunto che potrebbe essere una risposta ai desideri dei fan del suo ritorno alla musica pop-dance. Ben Cardew di Pitchfork ha reagito più negativamente al brano, definendolo un tentativo inutile di ricopiare Where Are Ü Now.